# Ilampillai
Ilampillai là một thị xã panchayat của quận Salem thuộc bang Tamil Nadu, Ấn Độ.

## Địa lý
Ilampillai có vị trí 11°36′B 78°00′Đ / 11,6°B 78°Đ Nó có độ cao trung bình là 257 mét (843 feet).

## Nhân khẩu
Theo điều tra dân số năm 2001 của Ấn Độ, Ilampillai có dân số 10.629 người. Phái nam chiếm 51% tổng số dân và phái nữ chiếm 49%. Ilampillai có tỷ lệ 74% biết đọc biết viết, cao hơn tỷ lệ trung bình toàn quốc là 59,5%: tỷ lệ cho phái nam là 82%, và tỷ lệ cho phái nữ là 66%. Tại Ilampillai, 11% dân số nhỏ hơn 6 tuổi.